# Черноопашата мармозетка
Черноопашатата мармозетка (Mico melanurus) е вид бозайник от семейство Остроноктести маймуни (Callitrichidae).

## Разпространение
Видът е разпространен в Боливия, Бразилия (Амазонас, Мато Гросо и Рондония) и Парагвай.